# Регентски съвет на Царство България (1943 – 1944)
Регентският съвет на Царство България е създаден след смъртта на Цар Борис III. Избран е в нарушение на Търновската конституция и съществува от 8 септември 1943 до 9 септември 1944 г.
След смъртта на цар Борис III на 28 август 1943 г. негов приемник е малолетният престолонаследник Симеон II, което налага избора на Регентски съвет. През следващите дни министър-председателят Богдан Филов провежда консултации с различни политици, включително от опозицията. Някои от тях виждат в създалото се положение възможност за промяна на външнополитическия курс на страната. Има предложения регентският съвет да включи царица Йоанна, Никола Мушанов и митрополит Стефан. На 1 септември 10 опозиционни дейци – Никола Мушанов, Кимон Георгиев, Атанас Буров, Кръстьо Пастухов, Александър Гиргинов, Димитър Гичев, Петко Стайнов, Вергил Димов, Константин Муравиев и Никола Петков издават обща декларация, призоваваща за прилагане на Търновската конституция и свикване на Велико народно събрание за избор на регенти.
Правителството отказва да се съобрази с тези искания и на 9 септември XXV обикновено народно събрание избира тричленен Регентски съвет, включващ професор Богдан Филов, княз Кирил Преславски и генерал-лейтенант Никола Михов. Подбран е с намесата на Нацистка Германия, продиктувана от конкретния политически момент и необходимостта за консолидиране на правителствените сили в условията на Втората световна война. След избора му, в Германия са доволни, че „регентският съвет и правителството в България имат решимостта и са в състояние и занапред да се придържат към политическия курс на цар Борис III“.
Регентският съвет полага клетва пред XXV обикновено народно събрание на 11 септември 1943 г. В нарушение на Търновската конституция е не само изборът на регентите от обикновено народно събрание, но и изборът на княз Кирил като представител на управляващата династия. Според Търновската конституция член на царското семейство не може да влиза в регентството. Чл. 27 на Търновската конституция гласи, че „Регентството състои от трима Регенти, които се избират от Великото Народно Събрание“, а според чл. 29, „Членовете на Регентството могат да бъдат министри, председателят и членовете на Върховното съдилище, или пък лица, които са заемали безукорно тези длъжности“.
Първоначално Регентският съвет работи в София, а след голямата бомбардировка на 10 януари 1944 г. е евакуиран в Чамкория.
Регентският съвет е силно прогермански настроен и запазва близките отношения на България с Нацистка Германия и страните от Тристранния пакт до създаването на правителството на Константин Муравиев (2 септември 1944). Продължава и засилва репресивните действия срещу нелегалната опозиция в лицето на Отечествения фронт и комунистическите партизани.
Под натиска на Константин Муравиев, след обявяването от СССР на война на Царство България, канцеларията на регентския съвет престава да работи (5 септември 1944 г.), а първият регент професор Богдан Филов подава оставка на 8 септември 1944 г. На 9 септември 1944 г. регентите княз Кирил и генерал-лейтенант Никола Михов подават оставка пред правителството на Кимон Георгиев. Арестувани са и скоро изпратени за разпити в СССР. След връщането им в България са изправени пред Народния съд, осъдени на смърт и екзекутирани на 2 февруари 1945 г.